# Ludovico Crescioli
Ludovico Crescioli (Empoli, 20 oktober 2003) is een Italiaans wielrenner.

## Carrière
In zijn derde jaar als belofte maakte Crescioli de overstap naar Team Technipes #inEmiliaRomagna. In april werd hij namens dat team onder meer derde in de Trofeo Città di San Vendemiano. In de Ronde van de Isard, een vijfdaagse etappekoers, eindigde hij op de vierde plek in het algemeen klassement. In juli werd hij derde in dat van de Ronde van de Aostavallei. Namens de Italiaanse nationale selectie won hij in augustus een etappe in de Ronde van de Toekomst, door Ole Theiler te verslaan in een sprint-à-deux.
In 2025 werd Crescioli prof bij Team Polti VisitMalta. Zijn debuut voor de ploeg maakte hij eind januari in de Clàssica Camp de Morvedre, waar hij achtste werd.

## Overwinningen
2024
2e etappe Ronde van de Toekomst

## Ploegen
- 2024 –  Team Technipes #inEmiliaRomagna
- 2025 –  Team Polti VisitMalta